# Грузинска православна църква
Грузинската апостолическа автокефална православна църква (на грузински: საქართველოს მართლმადიდებელი სამოციქულო ეკლესია) е християнска църква, една от 15-те автокефални части на Източноправославната църква. Това е една от най-старите християнски деноминации, чието основаване традиционно се свързва с мисията на апостол Андрей Първозвани в Колхида и Иберия през 1 век.
Към 2002 около 80% от жителите на Грузия се определят като православни. Към Грузинската православна църква принадлежат около 5 милиона души, като близо милион и половина от тях живеят извън страната. Църквата има 35 диоцеза и 512 църкви, обслужвани от 730 свещеници.
Православието е държавна религия в Грузия от 5 век. Особената роля на Грузинската православна църква в историята на страната е призната с текст от сегашната конституция, както и от специално Конституционно споразумение между държавата и църквата.

## История
Според традицията, когато апостолите са изпратени да проповядват Евангелието на народите по света, апостол Андрей Първозвани отива в областите Колхида и Иберия. Според друга легенда апостол Симон Ханаански също отива в района на Кавказ и е погребан в Камани, село край днешния град Сухуми.
Първата грузинска епархия е основана в Ацкури, според традицията от апостол Андрей Първозвани. Най-старата известна църква е от началото на 3 век в Настакиси, село в Източна Грузия. От 303 Света Нина от Кападокия започва да проповядва християнството в Иберия и през 317 там то е установено като държавна религия от цар Мириан II и царица Нана. В Западна Грузия християнизацията е постепенна и приключва през 6 век. Християнството е прието за държавна религия в Егриси през 523. Свети Георги Победоносец е смятан за покровител на страната, откъдето идва и нейното наименования на много европейски езици (Georgia).
От началото на 4 век Грузинската православна църква е под юрисдикцията на Антиохийската патриаршия. Тя става автокефална през 466, когато епископът на Мцхета е издигнат до католикос на Картли. Между 6 век и 9 век страната претърпява културна трансформация с разцвета на монашеството. Сред известните центрове на християнската култура са Грузинският манастир в Синай, манастирът Ивирон в Атон, църквите в областта Тао-Кларджети, Бачковския манастир в Тракия и други.
През 1010 католикосът на Картли е издигнат до патриарх и започва да носи титлата католикос-патриарх на цяла Грузия. Монголските и турските нашествия между 13 век и 15 век се отразяват тежко на християнството в Грузия. От 15 век църквата, както и държавата, е разделена на две части, управлявани от отделен католикос-патриарх.
В началото на 19 век Грузия попада под засилващото се влияние на Русия. През 1811 Грузинската православна църква е лишена от автокефалния си статут и е подчинена на Руската православна църква. Въпреки съпротивата в страната, грузинският език в богослужението е заменен с руски.
След започването на Руската революция през 1917, грузинските епископи едностранно възстановяват автокефалността на Грузинската православна църква. Тази стъпка не е приета от Руската православна църква, както и от болшевиките, завладели страната през 1921. През следващите години Църквата е подложена на силни преследвания – голям брой църкви са затворени и стотици монаси и свещеници са избити.
Автокефалността на Грузинската православна църква е призната от Руската православна църква през 1943. Въпреки това, преследванията срещу религията в Съветския съюз продължават и след Втората световна война. През 1989 автокефалността на църквата е призната и от Вселенския патриарх.

## Католикос-патриарх на Грузия
Грузинската православна църква се управлява от Свети синод, оглавяван от католикос-патриарх на цяла Грузия. Заемалите тази длъжност от възстановяването на самостоятелността на църквата през 1917 са:
- Кирион II – (1917 – 1918)
- Леонид – (1918 – 1921)
- Амвросий – (1921 – 1927)
- Христофор III – (1927 – 1932)
- Калистрат – (1932 – 1952)
- Мелкиседек III – (1952 – 1960)
- Епрем II – (1960 – 1972)
- Давид V – (1972 – 1977)
- Илия II – (1977 – …(настоящ))